# Marathon de Paris 2016
Navigation
2015 2017
Le Marathon de Paris 2016, officiellement le Schneider Electric Marathon de Paris, est la 40e édition du Marathon de Paris, en France, qui a lieu le dimanche 3 avril 2016.

## Résultats
Les résultats du Marathon de Paris 2016 chez les hommes, femmes et handisport :

### Hommes
| Rang | Athlète           | Nationalité | Temps           |
| ---- | ----------------- | ----------- | --------------- |
|      | Cyprian Kotut     | Kenya       | 2 h 07 min 11 s |
|      | Laban Korir       | Kenya       | 2 h 07 min 29 s |
|      | Stephen Chemlany  | Kenya       | 2 h 07 min 37 s |
| 4    | Micah Kogo        | Kenya       | 2 h 08 min 03 s |
| 5    | Abraha Gebresadik | Éthiopie    | 2 h 08 min 17 s |
| 6    | Alfers Lagat      | Kenya       | 2 h 08 min 28 s |
| 7    | Yitayal Atnafu    | Éthiopie    | 2 h 08 min 53 s |
| 8    | Luka Kanda        | Kenya       | 2 h 09 min 29 s |
| 9    | Bernard Koech     | Kenya       | 2 h 11 min 31 s |
| 10   | Felix Kiprotich   | Kenya       | 2 h 12 min 16 s |

### Femmes
| Rang | Athlète            | Nationalité | Temps           |
| ---- | ------------------ | ----------- | --------------- |
|      | Visiline Jepkesho  | Kenya       | 2 h 25 min 53 s |
|      | Gulume Tollesa     | Éthiopie    | 2 h 26 min 14 s |
|      | Dinknesh Mekasha   | Éthiopie    | 2 h 28 min 12 s |
| 4    | Rebecca Chesire    | Kenya       | 2 h 31 min 28 s |
| 5    | Yebergual Melesse  | Éthiopie    | 2 h 32 min 06 s |
| 6    | Mari Ozaki         | Japon       | 2 h 32 min 44 s |
| 7    | Sule Utura         | Éthiopie    | 2 h 34 min 08 s |
| 8    | Sarah Klein        | Australie   | 2 h 34 min 08 s |
| 9    | Emma-Linda Quaglia | Italie      | 2 h 35 min 52 s |
| 10   | Martha Komu        | France      | 2 h 38 min 34 s |

### Handisport
Hommes
| Rang | Athlète                | Nationalité | Temps           |
| ---- | ---------------------- | ----------- | --------------- |
|      | Rafael Botello Jimenez | Espagne     | 1 h 32 min 01 s |
|      | Heinz Frei             | Suisse      | 1 h 32 min 03 s |
|      | Denis Lemeunier        | France      | 1 h 32 min 19 s |